# Infinit
Infinit era un servicio de Intercambio de archivos desarrollado por Infinit.io SAS, con sede en París, Francia. Infinit  desarrolló 4 productos, dos para procesadores de escritorio y otros dos para dispositivos móviles. Los productos de escritorio funcionaban por medio de clientes nativos que corrían sobre OS X (10.7+) y Windows. Para dispositivos móviles, Infinit lanzó aplicaciones nativas, tanto para iOS como para Android. Se esperaba que lanzara en 2015 su cliente para Linux.
El producto le permitía a sus usuarios el envío de archivos a través de un simple "arrastrar y dejar" al tiempo que los datos eran transmitidos directamente entre las máquinas bajo la modalidad peer-to-peer, a diferencia de la arquitectura basada en servidores centrales utilizados en la modalidad de Computación_en_nube. Se ha reportado que el servicio era más rápido que otras soluciones, incluido el protocolo de transferencia local de Apple: AirDrop. Además, los archivos no quedaban nunca almacenados en la Nube y eran siempre previamente encriptados de modo local, es decir, los archivos eran encriptados antes de abandonar el ordenador del emisor y sólo el receptor era capaz de desencriptarlos.
El servicio terminó el 31 de marzo de 2017.

## Empresa
Infinit tiene oficinas en 25, rue Titon, 75011, París, Francia y 1407 Broadway, Nueva York, Estados Unidos.
Se reportó que la empresa recibió unos $0.5 millones en inversión de capital de riesgo de parte de Alive Ideas y otros inversores ángeles. Tras 4 meses, la compañía lanzó su primer producto, su aplicación para transferencia de archivos para Mac.
Infinit fue miembro de la segunda camada de Le Camping, una incubadora de empresas radicada en París, Francia, participando así de su programa de 6 meses desde septiembre de 2011 hasta marzo del 2012. En julio de 2013 Infinit fue seleccionada por Agoranov, una incubadora de negocios basados en R&D en París.
Infinit ha sido mencionada en algunas competencias de startups como el QPrize 2012 de Qualcomm y en marzo del 2014 fue una de las 13 empresas seleccionadas (entre más de 1000 inscriptos) por Techstars, una incubadora de negocios basada en mentorías, para que participara de su programa en Nueva York. Para mayo de 2014 ya había obtenido fondeo adicional por 1,8 millones de parte Alven Capital Partners y 360 Partners.
A noviembre de 2014, más de 400 quatrillones de bits de datos habían sido transmitidos utilizando Infinit.

## Tecnología
La compañía mantiene y desarrolla la tecnología Infinit, originalmente creada por uno de sus cofundadores, Julien Quintard, durante su investigación como estudiante de Doctorado (PhD) en la University of Cambridge.